# 五色定理
五色定理是图论中的一个结论：将一个平面分成若干区域，给这些区域染色，且保证任意相邻区域没有相同颜色，那么所需颜色不超过五种。五色定理比四色定理弱，也比四色定理更容易证明。1879年，阿尔弗雷德·布雷·肯普给出了四色定理的一个证明，当时为人所接受，但11年后，珀西·约翰·希伍德却发现了肯普的证明中存在错误，他把肯普的证明加以修改，得到了五色定理。

## 证明
以下是对五色定理的证明。
给定{\displaystyle n}阶平面图{\displaystyle G}，我们对{\displaystyle G}的阶数进行归纳证明。
当{\displaystyle n\leq 5}时，正确性显然。
假设{\displaystyle n\geq 6}且对于任意的{\displaystyle n-1}阶平面图该结论成立。因为{\displaystyle G}是平面图，那么存在点{\displaystyle v\in V(G)}，满足{\displaystyle d(v)\leq 5}（通过欧拉公式可知对任意平面图{\displaystyle G}，{\displaystyle \delta (G)\leq 5}）。
考虑图{\displaystyle G':=G-v}。因为{\displaystyle |G'|=n-1}，由归纳假设知{\displaystyle G'}能进行5-着色。假设{\displaystyle G'}使用{\displaystyle 1,2,3,4,5}五种颜色着色。考虑{\displaystyle v}的相邻点，如果在{\displaystyle G'}中它们用了不到五种颜色着色，那么我们从剩下的颜色中选一个为{\displaystyle v}着色，就得到了{\displaystyle G}的一个5-着色方式。如果在{\displaystyle G'}中它们用上了所有五种颜色，这就意味着{\displaystyle v}有且仅有5个相邻点（{\displaystyle d(v)\leq 5}），从顺时针方向我们依次称它们为{\displaystyle w_{1},w_{2},w_{3},w_{4},w_{5}}，不失一般性，假设{\displaystyle w_{i}}的颜色为{\displaystyle i}。
我们希望通过调整{\displaystyle G'}的着色方式，使得{\displaystyle v}有色可染。考虑{\displaystyle G'}中所有颜色为{\displaystyle 1}或{\displaystyle 3}的点。
1. 如果{\displaystyle G'}中不存在这样一条连接{\displaystyle w_{1}}与{\displaystyle w_{3}}的路径，路径上所有点的颜色均为{\displaystyle 1}或{\displaystyle 3}。定义{\displaystyle H\subseteq G'}是满足以下条件的所有路径的并集：以{\displaystyle w_{1}}为起点且路径上所有点的颜色均为{\displaystyle 1}或{\displaystyle 3}。注意到{\displaystyle (w_{3}\cup N(w_{3}))\cap V(H)=\emptyset }。此时我们可以将{\displaystyle H}中所有点的颜色互换：把{\displaystyle 3}换成{\displaystyle 1}，把{\displaystyle 1}换成{\displaystyle 3}。交换之后也是{\displaystyle G'}的一个5-着色方式。此时{\displaystyle w_{1}}的颜色变成了{\displaystyle 3}，我们将{\displaystyle v}染为{\displaystyle 1}。因此，{\displaystyle G}能进行5-着色。
2. 如果{\displaystyle G'}中存在这样一条连接{\displaystyle w_{1}}与{\displaystyle w_{3}}的路径，路径上所有点的颜色均为{\displaystyle 1}或{\displaystyle 3}，我们称之为{\displaystyle P}。注意到{\displaystyle P}与{\displaystyle v}共同形成了一个环，这个环要么把{\displaystyle w_{2}}要么把{\displaystyle w_{4}}圈在里面。此时我们发现，不存在这样一条连接{\displaystyle w_{2}}与{\displaystyle w_{4}}的路径，路径上所有点的颜色均为{\displaystyle 2}或{\displaystyle 4}。我们只需按照情况1中的方式调整颜色即可。因此，{\displaystyle G}能进行5-着色。

综上所述，{\displaystyle G}能进行5-着色。